# Celeste Arias
Pour les articles homonymes, voir Arias.
Celeste Arias est une actrice de cinéma, de séries télévisées et de théâtre américaine.

## Filmographie
- 2013 : Beer Here! (court métrage) : Paola
- 2015 : Wish You Were Here (court métrage) : Lyla Sharpe
- 2015 : At Home with Mystic (court métrage) : Jessica Byrd
- 2015 : The Good Wife (série télévisée) : Alexa Banner
- 2016 : Bull (série télévisée) : Reese
- 2016 : Goodman (court métrage) : Momma
- 2017 : The Big Sick : Denise
- 2017 : Kate Can't Swim : Kate
- 2017 : Rebel in the Rye : Doris Salinger
- 2017 : The Post : Lynda Sinay
- 2019 - 2020 : NOS4A2 : Cassie Manx